# Iglesia de San Fermín de Aldapa
La iglesia de San Fermín de Aldapa es un edificio religioso de la ciudad española de Pamplona.

## Descripción
Construida en 1828, está situada en el número 11 de la actual calle del Dos de Mayo. Celebra misas todos los días de la semana. En la Guía del viajero en Pamplona (1904) de Fernando de Alvarado, se describe con las siguientes palabras:

Situada, como indica su título, junto á la cuesta del palacio, en el sitio en que la tradición asegura haber existido una casa en la cual habitó San Fermín después de haberse ordenado sacerdote. San Fermín de Aldapa, en vascuence, equivale á San Fermín de la Cuesta. La iglesia es pequeña, de una sola nave, con crucero y capillas; el retablo del altar mayor fué construido á expensas de D. Joaquín Lacarra, Arcediano de Cámara, en 1828. Este edificio pertenece al Cabildo Catedral, y desde el año 1883 tienen en él su residencia los Misioneros Hijos del Inmaculado Corazón de María, á quienes se deben grandes mejoras hechas en la iglesia.
(Alvarado, 1904, pp. 64-65)